# Magadania (planta)
Magadania es un género de plantas herbáceas perteneciente a la familia de las apiáceas.Comprende 2 especies descritas y de estas, las 2 pendientes de aceptar.

## Taxonomía
El género fue descrito por Pimenov & Lavrova y publicado en Botaničeskij Žhurnal (Moscow & Leningrad) 70: 530. 1985. La especie tipo es: Magadania victoris (Schischk.) Pimenov & Lavrova

## Especies
A continuación se brinda un listado de las especies del género Magadania (planta) descritas hasta julio de 2013, ordenadas alfabéticamente. Para cada una se indica el nombre binomial seguido del autor, abreviado según las convenciones y usos.
- Magadania olaensis (Gorovoj & N.S.Pavlova) Pimenov & Lavrova
- Magadania victoris (Schischk.) Pimenov & Lavrova